# Лю Синь
Лю Синь (кит. трад. 劉歆, упр. 刘歆, пиньинь Liú Xīn, 50 до н. э. — 23) — китайский каноновед, библиограф, астроном и математик времен династии Хань.

## Биография
Родился в 50 году до н. э. в семье известного ученого Лю Сяна. Получил хорошее образование. По приказу императора Чэн-ди помогал отцу в составлении императорской библиотеки. После смерти отца в 8 году до н. э. унаследовал его чин «чжунлей сяовей» («воевода центральной обороны»). Поддерживал проекты Ван Мана и когда тот был на посту главного министра («дасима») императора Пин-ди (1—5 года), и когда захватил трон (9-23 года). В 1—5 н. э. по приказу Ван Мана Лю Синь разработал эталон мер. От Ван Мана Лю Синь получил титул «гоши» («наставник обладателя») и звание «боши» («широкоэрудированный человек»). В 4 году н. э. Лю Синь организовал первый в Китае научный конгресс, на котором присутствовало около 1000 учёных. В 23 году он участвовал в заговоре против Ван Мана (поскольку последний приказал казнить трех сыновей Лю Синя), после раскрытия которого покончил с собой или был казнен.

## Научная деятельность

### История
Лю Синь завершил начатую его отцом библиографическую работу «Ци люе» («Семь сводов»), которая позже была взята Бань Гу за основу при составлении «И вэнь чжи» («Трактат об искусстве и тексты»). Лю Синь разделил древние философские школы на 10 основных групп. Он также написал «Сань-тун Или пу» («Реестр „Календаря трех циклов тун“»).

### Математика
Разработанный Лю Синем эталон мер люй (цзялянху) представлял собой три бронзовых цилиндрических сосуда, соединённых друг с другом. Центральная и самая большая посудина имела верхний отсек с высотой стенки (глубиной) в 1 чи и нижний отсек, простирающийся ниже дна, с высотой стенки в 1 цунь, то есть в 10 раз меньше. Аналогичным образом была устроена правая, самая маленькая посудина с соотношением нижней стенки к верхней 1/2. Левая посудина не имела подразделений и по объёму была в 10 раз меньше нижнего отсека центральной сосуда и в 10 раз больше верхнего отсека левого сосуда. Таким образом, эталон содержал 5 мер ёмкости, которые находятся в соотношениях: 1 ху (19,81 л) = 10 доу = 100 шэн = 1000 е = 2000 юэ. Меры ху шен и ге были обращены вверх, что символизировало их связь с Небом (тянь), а меры доу и юэ — вниз, что символизировало их связь с Землёй.
На центральном сосуде была сделана надпись: «Узаконена образцовая мера ху — это квадрат в 1 чи, описанный вокруг него круг с зазором сбоку 9 ли 5 хао и площадью 162 цуня, глубина 1 чи, объём 1620 квадратных цуня, ёмкость 10 доу». Внутренний диаметр сосудов равен сумме диагонали квадрата со стороной в 1 чи и удвоенного зазора (2×0,0095 чи). Зная диаметр круга и его площадь, можно подсчитать значение числа «пи» (по формуле «пи» = 4S/D2). Однако неизвестно, каким способом Лю Синь рассчитывал величину диагонали квадрата. Не исключено, что Лю Синь брал как «пи» какую-то недесятичную дробь, что имеет промежуточное значение.

### Астрономия
Лю Синь создал календарь Саньтун («Три цикла тун», 1—5 н. э.), модифицировал календарь Тайчу, с которого была взята продолжительность года в 365 385/1539 дней (≈ 365,25016) и значение синодичного месяца — 29 43/81 дней (≈ 29,53086). Как и в Тайчу, учитывалось, что для одной и той же точки наблюдения затмения Солнца должны повторяться через 135 синодических месяца, что составляет шованчжихуй («цикл совпадения фаз»). Это число было выбрано как кратное синодическому месяцу и синодическому году.
В календаре Лю Синя учитывался цикл юань (4617 лет), что равняется трём циклам тун (1539 лет = 19 035 месяцев = 562 120 дней), поэтому он и был так назван. После окончания цикла юань совпадают новолуние, зимнее солнцестояние и начало шестидесятидневного цикла. Цикл тун, что представляет собой наименьший отрезок времени, содержащий целое число дней, месяцев и лет, образуется как произведение 19-летнего цикла чжан на сакральное и нумерологическое число 81, которое является знаменателем дроби, что входит в величину синодического месяца. В цикл юань входят 9 циклов хуйюэ, которые содержат по 6345 месяцев, соответствующих 513 годам, 47 циклам шованчжихуй и 27 19-летним циклам. Учитывались также цикл «полного парада пяти планет» (у син хуй чжун) в 138 240 лет и в 19 раз больше — «великий год» (тай суй), состоящий из 2 626 560 лет, или 5120 циклов хуйюэ.
Максимальным периодом астрономических согласований в календаре Саньтун считалась «верховная эра Великого предела» (Тай цзи шан юань) — 23 639 040 лет. В течение этого периода, равного 5120 циклам юань, должен был произойти 171 «большой парад» 5 известных в древнее время планет.
Также Лю Синь создал каталог из 1080 звезд, где он использовал шкалу из 6 величин.

### Каноноведение
В первую очередь предметом деятельности Лю Синя стали конфуцианские каноны «Чжоу ли» («Чжоуские изменения»), «Гу-лян чжуань» («Предания Гу-ляна») и «Цзо чжуань» («Предание Цзо»). Он скорректировал именно название последнего памятника, придав ему современную форму. Переименование в «Чунь цю Цзо-ши чжуань» («Предание господина Цзо о летописи „Весны и осени“») означало рассмотрение этого текста как комментария к канонизированной летописи «Чуньцю». После такого переосмысления, что позволяло с помощью «перевода» (чжуань) толковать канон (цзин), Лю Синь в 7—6 годах до н. э. стал добиваться присоединения «Цзо чжуань» к официально изучаемым конфуцианским канонам. Этот набор книг он предложил формировать на основе текстов, написанных «древними знаками» (гу вэнь), применявшихся до реформы письменности Цинь Шихуана-ди в 213 году до н. э, и объявил, что сам нашёл такие списки «Цзо чжуань», «Чжоу ли», «Ши цзин» и «Шу цзин». В результате этой деятельности Лю Синь стал основателем школы гувэньцзин-сюэ («учения о канонах в древних знаках»), которая в каноноведении до начала XX века боролась со школой цзиньвэньцзин-сюэ («учения о канонах в современных знаках»).

## Память
В честь Лю Синя был назван кратер на Марсе.